# Gran calavera elettrica
Gran calavera elettrica è il quarto album di Cesare Basile, pubblicato nel 2003.

## Il disco
Si tratta del primo album di Basile prodotto da John Parish (già produttore di PJ Harvey, Sparklehorse, Giant Sand, Tracy Chapman, Eels, Goldfrapp) che coordina in cabina di regia e il mixaggio (affiancato da Daniele Grasso).
Il titolo del disco si ispira all'incisore messicano José Guadalupe Posada, famoso per l'utilizzo nelle sue opere di teschi (in spagnolo "calavera").
La realizzazione dell'album ha visto il cantautore siciliano affiancarsi alla sua band di fiducia, composta da Marcello Caudullo (chitarra), Beppe Sindona (basso) e Marcello Sorge (batteria). Vanno segnalate anche le collaborazioni di John Bonnar (Dead Can Dance), Nada (in Senza sonno), Lorenzo "Musical Buzzino" Corti (Cristina Donà, Delta V), Valentina Galvagna e Marta Collica (Sepiatone).

## Tracce
Testi e musiche di Cesare Basile eccetto dove indicato.
1. Cantico dei tarantati
2. A che serve lo zolfo
3. In coda
4. Apocrifo
5. Senza sonno
6. Tutto tranquillo
7. Waltz # 4
8. Trave
9. Orto degli ulivi
10. L'albero di Giuda
11. Pietra bianca
12. Primo concime
13. Little Bit of Rain (Fred Neil)

## Musicisti
- Cesare Basile - voce, chitarra elettrica, chitarra acustica, banjo, armonica, percussioni
- Marcello Caudullo - chitarra elettrica, Fender Rhodes, organo Hammond, marranzano
- Marcello Sorge - batteria
- Peppe Sindona - basso
- Valentina Calcagna - voce
- Nada - voce
- Lorenzo Corti - chitarra elettrica, drill
- John Parish - chitarra elettrica, Fender Rhodes, organo Hammond